# Kristina Rungano
Kristina Masuwa-Morgan (nascida a 28 de fevereiro de 1963) é uma poeta e contista zimbabweana, mais conhecida como Kristina Rungano.  Ela foi a primeira poeta mulher zimbabweana publicada.

## Biografia
Rungano nasceu em 1963 em Harare, no Zimbábue. O seu pai, que era católico romano e administrava um negócio no distrito de Zvimba. Ela foi educada em internatos católicos perto da sua cidade natal, antes de se mudar para o Reino Unido para estudar administração e ciência da computação. Em 1979, tendo obtido um diploma em ciência da computação, retornou ao Zimbábue e trabalhou no Harare Scientific Computing Center.
A sua primeira colecção de poesias, A Storm is Brewing, foi publicada pela Zimbabwe Publishing House em 1984; isso fez dela a primeira poetisa zimbabweana a ter o seu trabalho publicado. A sua poesia aborda particularmente temas relacionados às experiências de mulheres e guerras. Algumas das suas poesias foram posteriormente incluídas em antologias como Filhas da África (1992), O Livro Heinemann da Poesia Feminina Africana (1995), O Livro Penguin sobre Poesia Moderna Africana (1999) e Passo para o Mundo: A Antologia Global da Nova Literatura Negra (2000). A segunda colecção de Rungano, To Seek a Reprieve and Other Poems, foi publicada em 2004.
Rungano actualmente mora na Inglaterra, onde lecciona em Gestão de Informações Comerciais na Canterbury Christ Church University, em Canterbury.